# Collonges-au-Mont-d'Or
Collonges-au-Mont-d'Or is een gemeente in de Franse Métropole de Lyon (regio Auvergne-Rhône-Alpes). De plaats maakt deel uit van het arrondissement Lyon. Collonges-au-Mont-d'Or telde op 1 januari 2022 4.604 inwoners.

## Geografie
De oppervlakte van Collonges-au-Mont-d'Or bedroeg op 1 januari 2022 3,78 vierkante kilometer; de bevolkingsdichtheid was toen 1.218 inwoners per km².

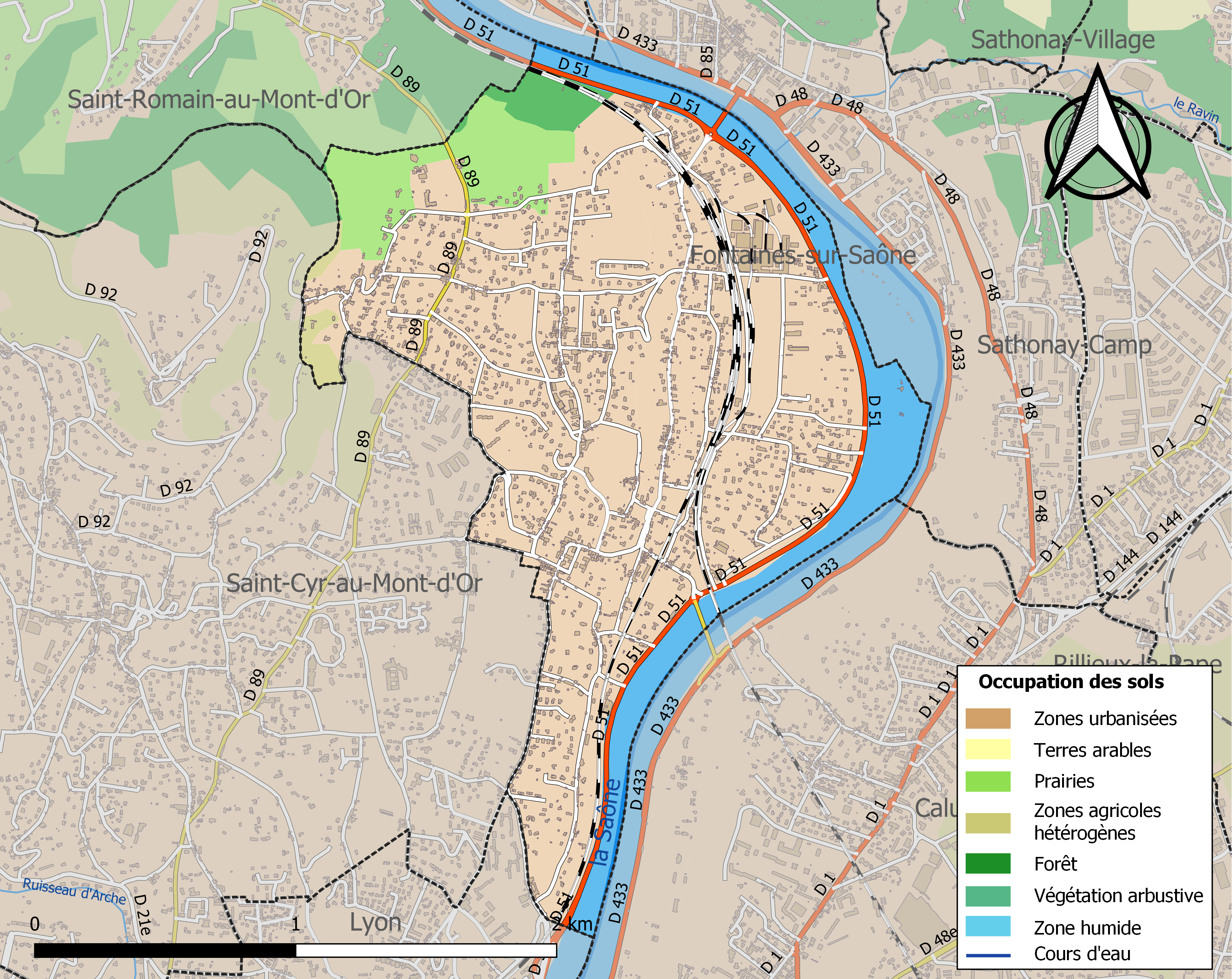
Kaart van de gemeente met de belangrijkste infrastructuur, bodemgebruik en omliggende gemeenten

## Demografie
Onderstaande figuur toont het verloop van het inwonertal (bron: INSEE-tellingen).

## Bekende inwoners
De kok Paul Bocuse (1926-2018) werd geboren in Collonges-au-Mont-d'Or. Zijn belangrijkste restaurant, L'Auberge du Pont de Collonges, is er gevestigd. De zaak kreeg onafgebroken van 1965 tot 2019 drie Michelinsterren in de jaarlijkse restaurantgids.  De dagelijkse leiding was sinds 2011 in handen van chef-kok Gilles Reinhardt. In de Michelingids 2020 zakte het restaurant, met bijzonder grote media-aandacht, van drie naar twee sterren.